# Salt Lake City Stars 2017-2018
La stagione 2017-18 dei Salt Lake City Stars fu la 12ª nella NBA D-League per la franchigia.
I Salt Lake City Stars arrivarono quarti nella Southwest Division con un record di 16-34, non qualificandosi per i play-off.

## Roster
|    | Naz.                   | Ruolo | Sportivo            | Anno | Alt. | Peso |  |
| -- | ---------------------- | ----- | ------------------- | ---- | ---- | ---- |  |
| 1  | Stati Uniti (bandiera) | G     | Charles Cooke       | 1994 | 198  | 86   |  |
| 1  | Stati Uniti (bandiera) | G     | Jermaine Taylor     | 1986 | 193  | 95   |  |
| 2  | Stati Uniti (bandiera) | A     | Erik McCree         | 1993 | 203  | 102  |  |
| 2  | Stati Uniti (bandiera) | G     | Nate Wolters        | 1991 | 193  | 86   |  |
| 3  | Canada (bandiera)      | A     | Naz Mitrou-Long     | 1993 | 193  | 95   |  |
| 4  | Stati Uniti (bandiera) | G     | Torian Graham       | 1993 | 196  | 88   |  |
| 5  | Stati Uniti (bandiera) | G     | L.J. Rose           | 1993 | 193  | 86   |  |
| 10 | Stati Uniti (bandiera) | G     | Isaiah Cousins      | 1991 | 193  | 95   |  |
| 11 | Stati Uniti (bandiera) | G     | Dakarai Allen       | 1995 | 196  | 88   |  |
| 12 | Stati Uniti (bandiera) | G     | Akeem Springs       | 1994 | 193  | 100  |  |
| 13 | Stati Uniti (bandiera) | C     | Tony Bradley        | 1998 | 208  | 112  |  |
| 14 | Stati Uniti (bandiera) | A     | Brannen Greene      | 1994 | 201  | 98   |  |
| 14 | Stati Uniti (bandiera) | G     | Michael Qualls      | 1994 | 196  | 91   |  |
| 15 | Stati Uniti (bandiera) | G     | Deonte Burton       | 1991 | 185  | 88   |  |
| 17 | Stati Uniti (bandiera) | AC    | Eric Griffin        | 1990 | 203  | 93   |  |
| 17 | Stati Uniti (bandiera) | A     | Shonn Miller        | 1993 | 201  | 98   |  |
| 20 | Senegal (bandiera)     | C     | Sidy Djitte         | 1994 | 208  | 109  |  |
| 21 | Stati Uniti (bandiera) | A     | Chane Behanan       | 1992 | 198  | 111  |  |
| 21 | Stati Uniti (bandiera) | A     | Alonzo Nelson-Ododa | 1993 | 206  | 107  |  |
| 23 | Stati Uniti (bandiera) | A     | Georges Niang       | 1993 | 203  | 104  |  |
| 23 | Stati Uniti (bandiera) | A     | Royce O'Neale       | 1993 | 198  | 103  |  |
| 24 | Stati Uniti (bandiera) | A     | Taylor Braun        | 1991 | 201  | 95   |  |
| 25 | Stati Uniti (bandiera) | A     | Kendall Pollard     | 1995 | 198  | 107  |  |
| 31 | Stati Uniti (bandiera) | C     | Asauhn Dixon-Tatum  | 1991 | 213  | 107  |  |
| 33 | Stati Uniti (bandiera) | C     | Diamond Stone       | 1997 | 211  | 116  |  |

## Staff tecnico
- Allenatore: Martin Schiller
- Vice-allenatori: Nathan Peavy, Bryan Bailey